# Rio Pirapetinga
O rio Pirapetinga é um curso de água que banha os estados de Minas Gerais e Rio de Janeiro, no Brasil. É um afluente da margem esquerda do rio Paraíba do Sul.

## Percurso
Nasce no município de Leopoldina, em Minas Gerais, a uma altitude de aproximadamente 600 metros. Banha o distrito de Abaíba, no município de Leopoldina, e a cidade de Pirapetinga. Alguns trechos do rio Pirapetinga servem de limite natural de municípios. O trecho entre a confluência do ribeirão da Saudade e a foz do córrego Desengano separa os municípios de Leopoldina e Estrela Dalva. O trecho entre a confluência do córrego Desengano e a foz do córrego Caiapó separa os municípios de Estrela Dalva e Pirapetinga. A partir da confluência do córrego do Peitudo, o rio Pirapetinga serve de divisa entre os estados de Minas Gerais e do Rio de Janeiro até a sua foz no rio Paraíba do Sul, separando os municípios de Pirapetinga e Santo Antônio de Pádua.

## Etimologia
"Pirapetinga" deriva do tupi antigo pirápitinga, que significa "peixes pintados" (pirá, "peixes" + piting, "pintados" + a, sufixo substantivador.